# 利特氏下口鯰
利特氏下口鯰，為輻鰭魚綱鯰形目甲鯰科的其中一種，為熱帶淡水魚，分布於南美洲巴西里約熱內盧淡水流域，棲息在底層水域，生活習性不明。

## 扩展阅读
維基物種上的相關：利特氏下口鯰